# Robert Sloman
Pour les articles homonymes, voir Sloman.
Brian Leonard Hayles est un scénariste britannique né le 18 juillet 1926 à Oldham dans le Lancashire et mort le 24 octobre 2005 à South Hams. Il est principalement connu pour ses scénarios pour la série Doctor Who.

## Carrière
Commençant à pénétrer le monde du spectacle en tant qu'acteur, il se tourne vers le métier de scénariste en écrivant des pièces de théâtre avec celle qui devient sa femme. Dans les années 50 il écrit des pièces pour le West End theatre avec Laurence Dobie, The Golden Rivet, et The Tinker qui est adapté en 1962 dans le film The Wild and the Willing. Il se réoriente dans le journalisme, devenant directeur de la distribution du Sunday Times pendant plus de 20 ans.
Son avenir sécurisé, il revient en tant que scénariste, ses contributions les plus célèbres restent pour la série Doctor Who, même s'il est crédité pour son premier script de 1971 « The Dæmons » sous le pseudonyme de Guy Leopold. Scénariste de la période où le rôle-titre était joué par Jon Pertwee, il est connu pour écrire les épisodes de fins de saisons tel que  « The Time Monster » « The Green Death » et « Planet of the Spiders. » Ses scénarios sont souvent un mélange entre éléments mystiques et éléments mythologiques (The Daemons, The Time Monster) ou inspirés de considérations mythologiques ("The Green Death".) Ses épisodes sont aussi empreints de bouddhisme. De plus, il tente, lors d'un script de faire du Docteur et de son ennemi Le Maître, les deux facettes de la psychologie d'une même personne.
Il quitte son travail au Sunday Times en 1974 et prend sa retraite jusqu'à sa mort en 2005.